# Iuwlot

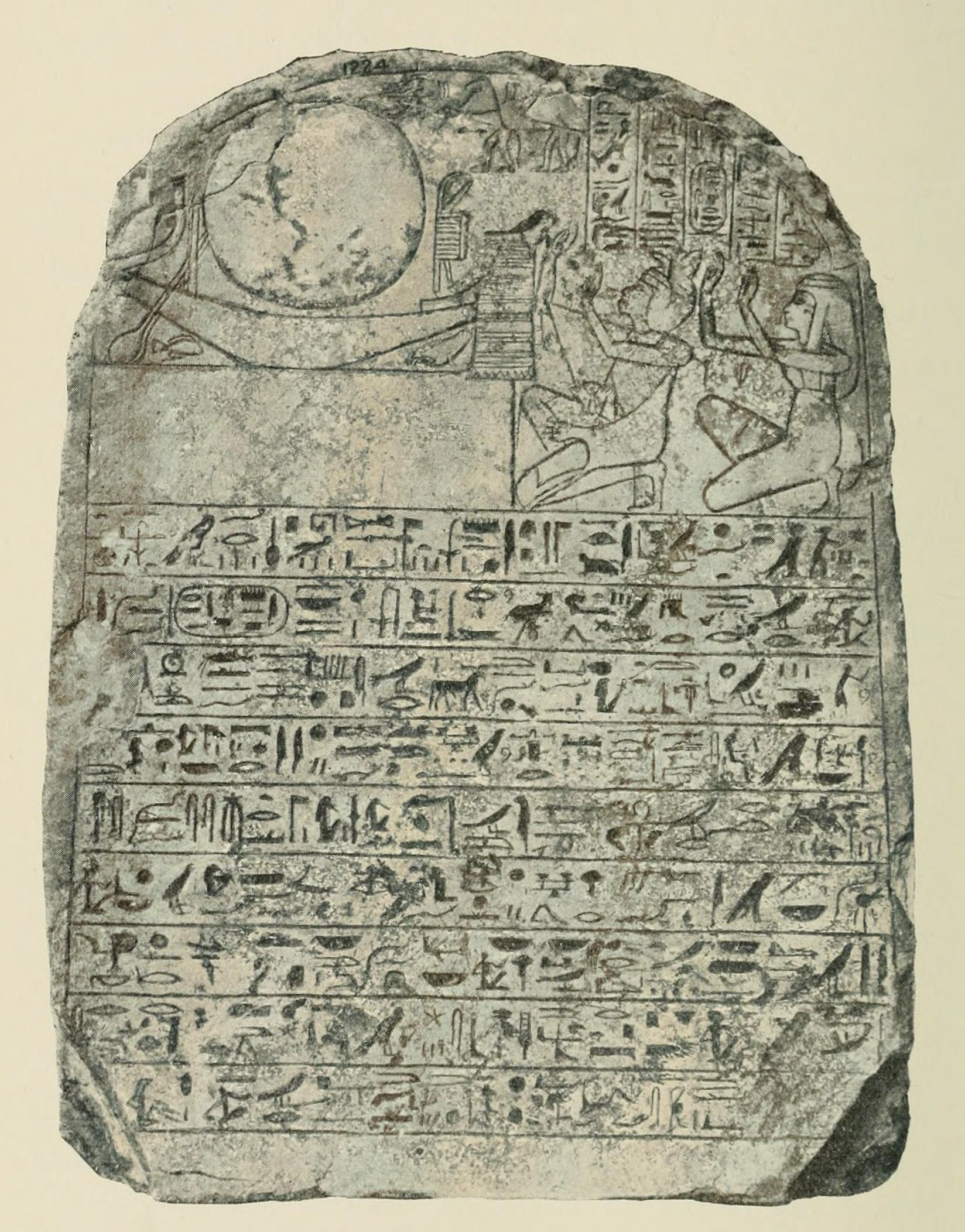
Iuwlot halotti sztéléje Thébából. British Museum, EA 1224

Iuwlot vagy Iuwelot ókori egyiptomi pap volt, Ámon főpapja Thébában, valamint katonai parancsnok a XXII. dinasztia idején, I. Oszorkon és I. Takelot uralkodása alatt.

## Élete
| Z7 · E9 | V4 | G1 | D21 · N36 · V13 | Z1 |

| Z7 · E9 | V4 | G1 | D21 · N36 · V13 | Z1 |

I. Oszorkon fia volt; fivérét, Sesonkot követte a főpapi poszton, őt magát pedig egy másik fivére, III. Neszubanebdzsed követte. Szintén testvére volt a főpapsága alatt hatalmon lévő fáraó, I. Takelot. Legkorábban az ún. Apanázssztélén említik, innen tudni, hogy I. Oszorkon tizedik uralkodási évében még ifjú volt. Neve később a Nílus vízszintjét rögzítő karnaki szövegek közül a 16-os számúban fordul elő, melyet egy meg nem nevezett fáraó 5. évére datáltak; itt már Ámon főpapjaként említik. Kenneth Kitchen amellett érvelt, hogy ez a fáraó nem lehet I. Oszorkon, mert akkor Iuwlotnak már nagyon fiatalon viselnie kellett volna az „Ámon főpapja” és „A dél katonai parancsnoka” címeket; sokkal valószínűbb, hogy a meg nem nevezett uralkodó I. Takelot, és így Iuwlot körülbelül negyvenévesen kapta ezeket a címeket. A sztélén azt is említik, hogy a területnek, melyért katonai parancsnokként felelt, északi határa Aszjút tartománya volt.
Iuwlot neve két további Nílus-szövegen is szerepel, a 20. és a 21. számún; a hatalmon lévő uralkodó nevét és uralkodási évét szándékosan kihagyták, bár ismét csak I. Takelotról lehet szó. Ez a gyakorlat, amely öccse és utóda, Neszubanebdzsed alatt is folytatódott, arra utalhat, hogy Felső-Egyiptomban az utódlás kérdése vitatott volt I. Oszorkon halála után, és a két papnak talán nem volt lehetősége kiállni bátyja mellett.
Iuwlotot Takelot uralkodásának közepe felé követte a főpapi székben Neszubanebdzsed.

## Családja

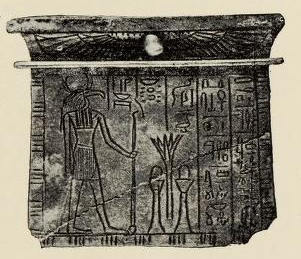
Waszakawasza melldísze

Fentebb említett fivérein kívül más családtagjai is ismertek. Thébai halotti sztéléjén (ma a British Museumban, katalógusszám: 1224) feleségével, Tadenitenbaszttal ábrázolják, Ré-Harahti imádata közben. Fia, Waszakawasza egy elektrum melldíszről ismert, melyet Thotnak, Hermopolisz urának szenteltek (ma a londoni Petrie Múzeumban, katalógusszám: UC13124), de ő nem lett főpap. Leánya, Dzsediszeteszanh neve is ismert, egy további fiát, Haemuaszetet pedig az Apanázssztélé említi apja thébai javainak kedvezményezettjeként.

## Fordítás
- Ez a szócikk részben vagy egészben  az   Iuwelot című angol Wikipédia-szócikk ezen változatának fordításán alapul.  Az eredeti cikk szerkesztőit annak laptörténete sorolja fel. Ez a jelzés csupán a megfogalmazás eredetét és a szerzői jogokat jelzi, nem szolgál a cikkben szereplő információk forrásmegjelöléseként.